# Netta (sông)
```
Netta
 
[ˈnɛtta]
 là một con sông ở phía đông bắc Ba Lan, một nhánh bên phải của 
Biebrza
, dài khoảng 
20 kilômét (12
 
mi)
. Nó là sự tiếp nối của Rospuda, chảy vào hồ Rospuda (kết nối với hồ Necko) ở phía bắc thị trấn 
Augustów
. Rospuda và Netta cùng có chiều dài 
102 kilômét (63
 
mi)
 và một lưu vực 
1.336 kilômét vuông (516
 
dặm
 
vuông
 
Anh)
.
```

Netta chạy song song với, hoặc (trên đoạn trên và dưới của nó) tạo thành một phần của Kênh Augustów, được xây dựng vào thế kỷ 19 để liên kết các lưu vực của Vistula và Neman. Nó kết nối với Vistula thông qua Biebrza, Narew và sông Bug. Các nhánh chính của Netta là Szczeberka, Kolniczanka, Olszanka và Turówka.
Netta bắt đầu dòng chảy của mình ở Augustów, nơi nó chảy ra khỏi hồ Necko và đi về phía nam qua thị trấn. Tại Białobrzegi, nó gia nhập Turówka và tiếp tục đi về phía nam, chảy qua các quận Gmina Augustów và Gmina Sztabin. Sau khi gia nhập Olszanka, nó vào Công viên quốc gia Biebrza. Không lâu trước khi hợp lưu với Biebrza, nó đi qua các làng Polkowo và Dębowo.